# Geneva Wagon Company
Geneva Wagon Company war ein US-amerikanischer Hersteller von Fahrzeugen.

## Unternehmensgeschichte
Das Unternehmen wurde 1894 in Geneva im US-Bundesstaat New York gegründet. Zunächst stellte es Kutschen her. 1899 entstand ein einzelnes Kraftfahrzeug. 1910 begann die Produktion von Nutzfahrzeugen und 1920 die von Personenkraftwagen. Der Markenname lautete Geneva. Zu der Zeit war M. F. Blaine Präsident, C. C. Blaine Vizepräsident und R. M. Johnson Sekretär und Manager. 1921 endete die Produktion.
Es bestanden keine Verbindungen zu den anderen US-Herstellern von Pkw der Marke Geneva: Geneva Automobile & Manufacturing Company, Geneva Auto Specialty & Repair Company und Schoeneck Company.

## Pkw
Im Angebot stand nur ein Modell. Es hatte einen Sechszylindermotor von Herschell-Spillman und ein Vierganggetriebe. Das Fahrgestell hatte 353 cm Radstand. Der Neupreis betrug 2300 US-Dollar.